# 北上市立江釣子小学校
北上市立江釣子小学校（きたかみしりつ えづりこしょうがっこう）は、岩手県北上市にある公立小学校。2024年度の児童数は564名。

## 概要
校歌
- 作詞:青木幹勇
- 作曲:土淵るり子

## 沿革
- 明治6年7月
  - 江釣子第一小学校並びに江釣子第二小学校が共に開校。
- 昭和50年4月1日
  - 江釣子第一小学校と江釣子第二小学校が統合され、新たに江釣子小学校が開校[2]。
- 平成22年3月
  - 北上市立江釣子小学校大規模改造（機械設備）工事 竣工[3]
- 平成29年（2017年）
  - 校長：髙橋憲一、全校児童675名[4]。
- 令和6年（2024年）
  - 4月6日に入学式が行われる。新入生98名、全校児童564名[5]。校長は門屋健司[6]。
  - 江釣子小学校高学年棟及び屋内運動場外部改修工事 令和6年11月完成[7]

## 通学区域
- 江釣子1区から17区まで[8]

## 進学先中学校
- 北上市立江釣子中学校

## 著名な出身者
- 佐々木麟太郎[9]

## 所在地
- 〒024-0071　岩手県北上市上江釣子16-200
- 標高約77m
- 北上線江釣子駅から徒歩10分